# Andrzej Stasiuk
Andrzej Stasiuk, född 1960 i Warszawa, är en polsk författare och en av de främsta i samtida polsk litteratur. Hans böcker är översatta till omkring 25 språk; särskilt i Tyskland är han mycket läst. På svenska finns Världen bortom Dukla (2003), Nio (2005),Taksim (2014), På vägen till Babadag (2015), Liten bok om döden (2016), Östern (2017) och Över floden (2024)

## Biografi
Andrzej Stasiuk växte upp i Warszawaförorten Grochów. Scener från uppväxten i storstadens utkant återkommer i flera av hans böcker, liksom skildringar av besök hos äldre släktingar på landet. Stasiuks biografi återspeglar därmed en viktig del av Polens samhällsutveckling under efterkrigstiden, när småbönder flyttade från byarna in till storstäderna för att bli arbetare under landets snabba industrialisering, samtidigt som de behöll många kulturella band till landsbygden. Som ung ville Stasiuk inte acceptera den utstakade framtid som väntade honom och andra ungdomar från arbetarförorterna: att börja arbeta på någon av stadens fabriker. Han relegerades från både teoretiska och praktiska gymnasieutbildningar och ägnade sig i stället åt att lifta omkring i Polen. Redan tidigt drömde han om att bli författare. På 1980-talet engagerade han sig i den förbjudna fredsrörelsen Wolność i Pokój (Frihet och fred) och satt i fängelse ett och ett halvt år sedan han deserterat från värnplikten.
1986 flyttade Stasiuk till byn Czarne i bergskedjan Beskiderna i sydöstra Polen, nära gränsen till Slovakien. Senare flyttade han till en annan by i samma trakt, Wołowiec, där han fortfarande bor med sin familj. Att bo på landet, långt från storstadens litterära kotterier, har blivit en viktig del av Stasiuks livsstil.
Tillsammans med hustrun Monika Sznajdermann driver han bokförlaget Czarne, som är specialiserat på öst- och centraleuropeisk litteratur men även har givit ut en del svenska författare, bland andra Mikael Niemi, Göran Rosenberg, Elisabeth Åsbrink och Lars Kepler.
Andrzej Stasiuk räknas till de främsta polska nutida författarna och har ett tjugotal böcker bakom sig: romaner, novellsamlingar, reseskildringar, teaterpjäser, essäböcker samt en diktsamling. Han är också anlitad som skribent och krönikör i tidningar och tidskrifter.

## Författarskap

### Allmän karaktäristik
Andrzej Stasiuk har alltid gått sin egen litterära väg. Han har sagt att han egentligen bara skriver böckerna för sig själv och blir glatt överraskad när någon annan också vill läsa dem. Under en stor del av sitt liv har han bott i de jämförelsevis fattiga bergstrakterna i söder. Detta avspeglar sig i hans författarskap; där finns en förkärlek för det enkla, slitna, smutsiga och fattiga hos både människor och ting, för utkanter och avkrokar. Han sitter hellre på en bykrog någonstans än på ett litterärt kafé i Warszawa. Ett typexempel på detta är den poetiska skildringen av en polsk småstad i Världen bortom Dukla. Stasiuks intresse för resor har fört honom till länder som påminner om den polska landsbygd där han själv bor, till Centraleuropa, Östeuropa och Balkan. På senare år har hans litterära resor fört honom ännu längre bort, till Centralasien, Mongoliet och Kina, länder som i likhet med Östeuropa har ett kommunistiskt förflutet. Samtidigt är Stasiuk en författare som söker metafysiska sanningar om livet var han än befinner sig i världen. Denna värld skildrar han med en sensuell påtaglighet, han gör pregnanta iakttagelser och beskriver åskådligt vad han ser, och inte minst vilka lukter han känner.
Tre citat av Stasiuk själv som belyser viktiga drag i hans författarskap:
Jag är fixerad vid ting, händelser, oviktiga detaljer, uppräkningar, jag gillar att veta vad saker och ting kallas, och därför föredrar jag fattiga trakter framför rika, för där har tingen ett verkligt värde och det är mycket möjligt att människor älskar dem en smula eftersom det är det enda de har. De dyrkar dem inte men älskar dem utan att ens veta om det. 
I Paris eller Venedig finns ingen plats för legender, för drakar och gripar, jag kan inte dikta ihop något intressant om de platserna. Hemskt ledsen, men jag upplever varken melankoli eller mänsklig förlust i en tysk stad, bara i en stad i Transsylvanien, för där är dessa känslor både tydligare och vackrare. 
Mitt litterära manifest? Skriva, stryka, tänka, titta, lyssna, skriva och stryka, stryka, stryka... 

### Litterära verk
Under kommunisttiden på 1980-talet skrev Stasiuk i den underjordiska litterära pressen. Det var också under denna tid han skrev sin första bok, novellsamlingen Mury Hebronu (Hebrons murar), som dock inte gavs ut förrän några år efter kommunismens fall, 1992. I denna bok skildrar han sina erfarenheter från den brutala verkligheten i polska fängelser, som han lärde känna när han avtjänade sitt straff för värnpliktsvägran. 1994 utkom Stasiuks hittills enda diktsamling, Wiersze miłosne i nie (Dikter om kärlek och inte).
Biały kruk (Den vita korpen, 1995) berättar om några män i trettioårsåldern som tröttnat på det bekväma livet i staden och mitt i vintern ger sig iväg till en enslig stuga i uppe i bergen för att söka efter äventyr och bekräfta sin förlorade manlighet. Både vädret och det mänskliga klimatet är dock mycket hårdare än de hade föreställt sig och den meningslösa utflykten slutar i våld och död. 1995 kom också Opowieści galicyjskie (Galiziska berättelser), en halvt dokumentär skildring av invånarna på ett nedlagt kollektivjordbruk uppe i bergen. Tillvaron präglas av fattigdom och hopplöshet och många saknar kommunismen och kollektivjordbruket, den tid när det trots allt fanns ett visst socialt skyddsnät. Även Przez rzekę (Över floden, 1996) är en novellsamling som berättar om människor i existensens och samhällets marginaler.
1997 kom Dukla (på svenska 2003 under titeln Världen bortom Dukla), en poetisk och impressionistisk skildring av den lilla staden Dukla, inte så långt från Stasiuks eget hem i Wołowiec. Världen bortom Dukla är Stasiuks mest översatta roman . Den följdes 1998 av Jak zostałem pisarzem. Próba autobiografiii intelektualnej (Hur jag blev författare. Försök till en intellektuell självbiografi). Samma år kom Dwie sztuki (telewizyjne) o śmierci (Två [TV-]pjäser om döden). I romanen Dziewięć (1999, på svenska Nio, 2005) återvänder Stasiuk till sin barndomsstad Warszawa, men nu är tiden några år efter kommunismens fall. Huvudpersonen är småföretagaren Paweł som har lånat pengar av några gangstrar för att kunna öppna en klädbutik. När han inte kan betala tillbaka slår gangstrarna sönder hans lägenhet och hotar honom till livet, och Paweł tvingas ge sig ut på en förtvivlad odyssé genom ett solkigt, slitet Warszawa med målet att skaffa fram pengar till varje pris, och med förföljarna tätt i hälarna.
År 2000 kom essäboken Moja Europa (Mitt Europa), skriven tillsammans med den ukrainske författaren Jurij Andruchovytj. Samma år kom essäsamlingen Tekturowy samolot (Ett flygplan av papp) och en bok med Opowieści wigilijne (Julberättelser), utgiven tillsammans med författarna Olga Tokarczuk och Jerzy Pilch.
Jadąc do Babadag (På vägen till Babadag, 2004, på svenska 2015) är en samling reseessäer. Om Världen bortom Dukla var en poetisk, impressionistisk skildring av en småstad kan denna bok sägas skildra resor i Öst- och Centraleuropa på samma sätt. Författaren reser runt i många länder, mellan Slovakien i nordväst och Moldavien i sydost, företrädesvis till bortglömda byhålor och fattiga landsbygdsområden, på jakt efter både platsernas själ och sin egen plats i världen. Boken belönades med Nikepriset, Polens motsvarighet till Augustpriset.
Året efter kom Noc, czyli słowiańsko-germańska tragifarsa medyczna (Natten, eller en slavo-germansk medicinsk tragifars), en teaterpjäs som driver med tyskars och polackers ömsesidiga fördomar om varandra. I en central scen har en tysk juvelerare drabbats av hjärtinfarkt men räddas till livet av ett nytt hjärta från en polsk inbrottstjuv, vilken han nyligen själv har skjutit ihjäl när denne försökte göra inbrott i juvelerarbutiken. Dock visar det sig att en del av personligheten sitter just i hjärtat så juveleraren får en del av inbrottstjuvens karaktärsdrag. Fado (2006) är ännu en reseessä, ett slags fortsättning på På vägen till Babadag. I teaterpjäsen Ciemny las (Den mörka skogen; 2007) fortsätter författaren att granska förhållandet mellan Tyskland och Polen i transplantationernas tecken. Här har tyskarna uppnått 110 års livslängd genom att sätta in nya inre organ som de under oklara omständigheter köper från Kina. Tyskarna kan leva ett rikt och bekymmerslöst liv eftersom allt tungt arbete utförs av polacker och andra östeuropéer, som troligen dock snart ska ersättas av kineser. Samma år kom Dojczland, en essäbok om författarens erfarenheter och bilder av Tyskland efter att otaliga gånger ha bjudits in dit på författarkvällar. Nästa teaterpjäs, Czekając na Turka (I väntan på turken) tar upp ett favoritämne hos Stasiuk, nämligen statsgränser. Här vädras ett slags nostalgisk och möjligen ironisk längtan efter den tid när en gräns var en verklig gräns med tullkontrollanter och smugglare. En gränsstation mellan Polen och Slovakien har blivit onödig på grund av EU:s öppna gränser och ska nu säljas till en okänd turkisk företagare som vill bygga om den till en gigantisk rastplats på den nya motorvägen mellan Polen och Istanbul.
Taksim (2009, på svenska 2014) är en roman som utspelar sig i samma trakter som reseböckerna På vägen till Babadag och Fado, alltså i Östeuropas gudsförgätna byhålor. Paweł, huvudpersonen från Nio, har här lyckats fly sina fordringsägare och bosatt sig i en småstad i södra Polen. Tillsammans med en kamrat försörjer han sig på att sälja begagnade kläder på Central- och Östeuropas marknadsplatser, och de blir så småningom också inblandade i människosmuggling. Boken innehåller även många berättelser och skrönor om de kringresande illegala småhandlarnas öden och äventyr i det gamla östblocket. Noterbart är att Stasiuk här knyter ihop sitt fiktiva universum genom att personer och situationer från flera andra av hans böcker dyker upp. Dziennik pisany później (Dagbok skriven i efterhand; 2010) innehåller två resedagböcker från Balkan och en avslutande del där han på liknande sätt skildrar hemlandet Polen. Grochów, 2012 (på svenska Liten bok om döden, 2016) är en tunn bok med fyra noveller vars gemensamma tema är döden. Titelnovellen berättar om Stasiuks nyligen avlidne ungdomsvän och skildrar deras gemensamma uppväxt i Warszawaförorten Grochów. Nie ma ekspresów przy żółtych drogach (Det finns inga expresståg på de gula vägarna, 2013) är en samling krönikor från tidningar och tidskrifter, som beskriver allt från barndomsminnen och vandringar i författarens hemtrakter i Beskiderna till resor i Östeuropa eller Asien.
Wschód (Östern, 2014, på svenska 2017) är ännu en bok med reseessäer. Här berättar författaren om resor i Sibirien, Mongoliet, Kina och Centralasien. Reseskildringarna varvas med självbiografiska scener från Stasiuks barndom och med filosofiska överväganden om meningen med begreppet Östern. Boken belönades med Warszawa stads litteraturpris och nominerades till Nikepriset. Den svenska översättningen fick ett hedersomnämnande i priset Årets översättning. Kucając (På huk, 2015) är en samling av korta prosatexter. 2015 kom även Życie to jednak stratą jest (Livet är ändå en förlust), en serie långa intervjuer med Stasiuk genomförda av journalisten Dorota Wodecka. Osiołkiem (Rida på en åsna, 2016) är en skildring av en bilresa genom Ukraina, Ryssland och Kazakstan, och även en lätt ironisk kärleksförklaring till bilen och förbränningsmotorn. Kroniki Beskidzkie i światowe (Krönikor från Beskiderna och världen, 2018) är en samling av prosaskisser och krönikor som ursprungligen publicerats i tidskriften Tygodnik Powszechny.
Romanen Przewóz (2021, på svenska 2024 under titeln Över floden) berättar om en by vid floden Bug sommaren 1941. Väster om floden ligger den tyska ockupationszonen, i öster den sovjetiska. Tyskarna förbereder sig för Operation Barbarossa, invasionen av Sovjetunionen. Huvudpersonen Lubko lever på att smuggla människor fram och tillbaka över floden och bor på en gård som tyskarna har rekvirerat som högkvarter. I byn samlas en grupp hårdföra polska partisaner som vill frakta en viktig person till andra sidan, dit kommer även två judiska syskon som hoppas kunna fly till Sovjetunionen. De fiktiva avsnitten varvas med skildringar av Stasiuks barndomssomrar i denna by, där hans far växte upp, och av möten med den sjuke fadern i nutid. Boken nominerades till Nikepriset och det centraleuropeiska litteraturpriset Angelus samt tilldelades staden Warszawas litteraturpris och Białystoks borgmästares litteraturpris.
Stasiuks böcker har blivit översatta till omkring 25 språk, däribland engelska, tyska, franska, spanska, italienska, rumänska, svenska, norska, finska, nederländska, ungerska, tjeckiska, ukrainska och ryska. Hans mest översatta bok är Världen bortom Dukla, som finns på 13 språk. Andra flitigt översatta böcker är Biały kruk, Opowieści galicyjskie, Nio och På vägen till Babadag. Andrzej Stasiuks svenske översättare heter Tomas Håkanson.

## Priser och utmärkelser
För På vägen till Babadag tilldelades Andrzej Stasiuk år 2005 Nikepriset, Polens viktigaste litteraturpris. Han har också flera gånger varit nominerad till priset, för böckerna Przez rzekę, Världen bortom Dukla, Tekturowy samolot, Zima, Noc, Dziennik pisany później och Östern. 2005 tilldelades han den polska kulturministerns medalj Gloria Artis i silver.  År  2010  fick  han Gdyniapriset, Polens största litteraturpris förutom Nike, för romanen Taksim.
Stasiuk har även tilldelats flera mindre litteraturpriser: Polska kulturstiftelsens pris (1994), Kościelskistiftelsens pris (1995), Raczyńskibibliotekets pris (1998), ”Machiner”-priset (1999),  Samuel-Bogumil-Linde-Preis (2002),  Beata  Pawlakpriset (2004), Adalbert-Stifter-Preis (2005), Borgmästarens av Dukla pris (2006), Arkady Fiedlerpriset [för reseskildringar] (2007), det centraleuropeiska litteraturpriset Vilenica (2008), Stanisław Vincenzpriset (2011), polska kulturministerns litteraturpris (2011), och Warszawa stads litteraturpris (2014).